# Gran Premio de Portugal de Motociclismo de 2001
El Gran Premio de Portugal de Motociclismo de 2001 (oficialmente: Grande Prémio Marlboro de Portugal) fue la undécima prueba del Campeonato del Mundo de Motociclismo de 2001. Tuvo lugar en el fin de semana del 7 al 9 de septiembre de 2001 en el Autódromo do Estoril, situado en Estoril, Portugal.
La carrera de 500cc fue ganada por Valentino Rossi, seguido de Loris Capirossi y Garry McCoy. Daijiro Kato ganó la prueba de 250 cc, por delante de Marco Melandri y Tetsuya Harada. La carrera de 125 cc fue ganada por Manuel Poggiali, Youichi Ui fue segundo y Toni Elías tercero.

## Resultados

### Resultados 500cc
| Pos.    | N.º | Piloto                   | Constructor | Vueltas | Tiempo    | Parrilla | Pts. |
| ------- | --- | ------------------------ | ----------- | ------- | --------- | -------- | ---- |
| 1       | 46  | Valentino Rossi          | Honda       | 28      | 47:25.357 | 3        | 25   |
| 2       | 65  | Loris Capirossi          | Honda       | 28      | +1.756    | 2        | 20   |
| 3       | 5   | Garry McCoy              | Yamaha      | 28      | +14.030   | 9        | 16   |
| 4       | 7   | Carlos Checa             | Yamaha      | 28      | +24.337   | 8        | 13   |
| 5       | 3   | Max Biaggi               | Yamaha      | 28      | +31.348   | 1        | 11   |
| 6       | 1   | Kenny Roberts Jr.        | Suzuki      | 28      | +31.925   | 11       | 10   |
| 7       | 17  | Jurgen van den Goorbergh | Proton KR   | 28      | +37.140   | 5        | 9    |
| 8       | 19  | Olivier Jacque           | Yamaha      | 28      | +41.043   | 15       | 8    |
| 9       | 56  | Shinya Nakano            | Yamaha      | 28      | +50.273   | 14       | 7    |
| 10      | 10  | José Luis Cardoso        | Yamaha      | 28      | +58.227   | 16       | 6    |
| 11      | 12  | Haruchika Aoki           | Honda       | 28      | +1:27.139 | 17       | 5    |
| 12      | 14  | Anthony West             | Honda       | 28      | +1:27.459 | 18       | 4    |
| 13      | 16  | Johan Stigefelt          | Sabre V4    | 27      | +1 Vuelta | 20       | 3    |
| 14      | 18  | Brendan Clarke           | Honda       | 27      | +1 Vuelta | 22       | 2    |
| 15      | 21  | Barry Veneman            | Honda       | 27      | +1 Vuelta | 21       | 1    |
| Ret     | 41  | Noriyuki Haga            | Yamaha      | 25      | Caída     | 13       |      |
| Ret     | 9   | Leon Haslam              | Honda       | 18      | Caída     | 19       |      |
| Ret     | 28  | Àlex Crivillé            | Honda       | 12      | Retirado  | 12       |      |
| Ret     | 15  | Sete Gibernau            | Suzuki      | 2       | Retirado  | 7        |      |
| Ret     | 11  | Tohru Ukawa              | Honda       | 0       | Caída     | 4        |      |
| Ret     | 4   | Alex Barros              | Honda       | 0       | Caída     | 6        |      |
| Ret     | 6   | Norifumi Abe             | Yamaha      | 0       | Caída     | 10       |      |
| Fuente: |     |                          |             |         |           |          |      |

### Resultados 250cc
| Pos.    | N.º | Piloto             | Constructor | Vueltas | Tiempo      | Parrilla | Pts. |
| ------- | --- | ------------------ | ----------- | ------- | ----------- | -------- | ---- |
| 1       | 74  | Daijiro Kato       | Honda       | 26      | 44:38.464   | 2        | 25   |
| 2       | 5   | Marco Melandri     | Aprilia     | 26      | +16.993     | 5        | 20   |
| 3       | 31  | Tetsuya Harada     | Aprilia     | 26      | +27.360     | 1        | 16   |
| 4       | 44  | Roberto Rolfo      | Aprilia     | 26      | +34.207     | 11       | 13   |
| 5       | 99  | Jeremy McWilliams  | Aprilia     | 26      | +36.916     | 3        | 11   |
| 6       | 8   | Naoki Matsudo      | Yamaha      | 26      | +37.101     | 7        | 10   |
| 7       | 10  | Fonsi Nieto        | Aprilia     | 26      | +44.441     | 4        | 9    |
| 8       | 42  | David Checa        | Honda       | 26      | +45.404     | 8        | 8    |
| 9       | 21  | Franco Battaini    | Aprilia     | 26      | +49.202     | 17       | 7    |
| 10      | 18  | Shahrol Yuzy       | Yamaha      | 26      | +51.072     | 19       | 6    |
| 11      | 12  | Klaus Nöhles       | Aprilia     | 26      | +55.776     | 18       | 5    |
| 12      | 6   | Alex Debón         | Aprilia     | 26      | +59.663     | 10       | 4    |
| 13      | 22  | José David de Gea  | Yamaha      | 26      | +1:19.420   | 16       | 3    |
| 14      | 24  | Jason Vincent      | Yamaha      | 26      | +1:19.835   | 25       | 2    |
| 15      | 20  | Jerónimo Vidal     | Aprilia     | 26      | +1:20.435   | 22       | 1    |
| 16      | 16  | David Tomás        | Honda       | 26      | +1:20.795   | 23       |      |
| 17      | 81  | Randy de Puniet    | Aprilia     | 26      | +1:23.776   | 12       |      |
| 18      | 37  | Luca Boscoscuro    | Aprilia     | 26      | +1:27.354   | 24       |      |
| 19      | 36  | Luis Costa         | Yamaha      | 25      | +1 Vuelta   | 27       |      |
| 20      | 14  | Katja Poensgen     | Honda       | 25      | +1 Vuelta   | 29       |      |
| 21      | 71  | Javier Díaz        | Honda       | 25      | +1 Vuelta   | 31       |      |
| 22      | 72  | Michael García     | Aprilia     | 25      | +1 Vuelta   | 32       |      |
| Ret     | 23  | César Barros       | Yamaha      | 20      | Retirado    | 30       |      |
| Ret     | 66  | Alex Hofmann       | Aprilia     | 12      | Caída       | 15       |      |
| Ret     | 46  | Taro Sekiguchi     | Yamaha      | 12      | Caída       | 14       |      |
| Ret     | 11  | Riccardo Chiarello | Aprilia     | 10      | Retirado    | 26       |      |
| Ret     | 57  | Lorenzo Lanzi      | Aprilia     | 9       | Caída       | 13       |      |
| Ret     | 7   | Emilio Alzamora    | Honda       | 5       | Caída       | 6        |      |
| Ret     | 15  | Roberto Locatelli  | Aprilia     | 4       | Retirado    | 9        |      |
| Ret     | 9   | Sebastián Porto    | Yamaha      | 4       | Retirado    | 21       |      |
| Ret     | 50  | Sylvain Guintoli   | Aprilia     | 2       | Caída       | 20       |      |
| DNS     | 45  | Stuart Edwards     | Yamaha      | 0       | No empezó   | 28       |      |
| DNQ     | 41  | Dámaso Nácher      | Honda       |         | No calificó |          |      |
| DNQ     | 70  | José Estrela       | Honda       |         | No calificó |          |      |
| Fuente: |     |                    |             |         |             |          |      |

### Resultados 125cc
| Pos.    | N.º | Piloto               | Constructor | Vueltas | Tiempo      | Parrilla | Pts. |
| ------- | --- | -------------------- | ----------- | ------- | ----------- | -------- | ---- |
| 1       | 54  | Manuel Poggiali      | Gilera      | 24      | 42:55.454   | 1        | 25   |
| 2       | 41  | Youichi Ui           | Derbi       | 24      | +0.011      | 2        | 20   |
| 3       | 24  | Toni Elías           | Honda       | 24      | +8.306      | 5        | 16   |
| 4       | 16  | Simone Sanna         | Aprilia     | 24      | +8.473      | 3        | 13   |
| 5       | 26  | Dani Pedrosa         | Honda       | 24      | +26.230     | 8        | 11   |
| 6       | 18  | Jakub Smrž           | Honda       | 24      | +30.439     | 7        | 10   |
| 7       | 39  | Jaroslav Huleš       | Honda       | 24      | +30.513     | 10       | 9    |
| 8       | 6   | Mirko Giansanti      | Honda       | 24      | +31.500     | 17       | 8    |
| 9       | 11  | Max Sabbatani        | Aprilia     | 24      | +33.982     | 11       | 7    |
| 10      | 21  | Arnaud Vincent       | Honda       | 24      | +35.553     | 14       | 6    |
| 11      | 19  | Alessandro Brannetti | Aprilia     | 24      | +36.820     | 18       | 5    |
| 12      | 28  | Gábor Talmácsi       | Honda       | 24      | +37.344     | 16       | 4    |
| 13      | 20  | Gaspare Caffiero     | Aprilia     | 24      | +50.138     | 15       | 3    |
| 14      | 12  | Raúl Jara            | Aprilia     | 24      | +57.302     | 26       | 2    |
| 15      | 23  | Gino Borsoi          | Aprilia     | 24      | +57.409     | 22       | 1    |
| 16      | 9   | Lucio Cecchinello    | Aprilia     | 24      | +1:10.035   | 4        |      |
| 17      | 77  | Adrián Araujo        | Honda       | 24      | +1:12.889   | 29       |      |
| 18      | 8   | Gianluigi Scalvini   | Italjet     | 24      | +1:24.889   | 27       |      |
| 19      | 30  | Jascha Büch          | Honda       | 24      | +1:40.128   | 30       |      |
| 20      | 86  | José Leite           | Honda       | 23      | +1 Vuelta   | 32       |      |
| Ret     | 90  | José Luis Nión       | Honda       | 17      | Retirado    | 31       |      |
| Ret     | 29  | Ángel Nieto Jr.      | Honda       | 12      | Retirado    | 25       |      |
| Ret     | 7   | Stefano Perugini     | Italjet     | 12      | Retirado    | 21       |      |
| Ret     | 27  | Marco Petrini        | Honda       | 11      | Retirado    | 28       |      |
| Ret     | 22  | Pablo Nieto          | Derbi       | 9       | Retirado    | 20       |      |
| Ret     | 5   | Noboru Ueda          | TSR-Honda   | 8       | Caída       | 23       |      |
| Ret     | 17  | Steve Jenkner        | Aprilia     | 5       | Retirado    | 12       |      |
| Ret     | 31  | Ángel Rodríguez      | Aprilia     | 5       | Retirado    | 6        |      |
| Ret     | 4   | Masao Azuma          | Honda       | 4       | Retirado    | 24       |      |
| Ret     | 15  | Alex de Angelis      | Honda       | 2       | Caída       | 9        |      |
| Ret     | 25  | Joan Olivé           | Honda       | 1       | Caída       | 13       |      |
| DNS     | 34  | Eric Bataille        | Honda       | 0       | No empezó   | 19       |      |
| DNQ     | 88  | João Pinto           | Honda       |         | No calificó |          |      |
| DNQ     | 89  | Ricardo Tomé         | Aprilia     |         | No calificó |          |      |
| DNQ     | 87  | José Monteiro        | Honda       |         | No calificó |          |      |
| Fuente: |     |                      |             |         |             |          |      |